# Orilo il' gorilo
Orilo il' gorilo studijski je album bosanske turbo folk pevačice Senade Koljić - Senny. Izdat je u tuzlanskoj produkciji Extra Music, koja je tada nosila naziv LAIT Music.

## Pesme
| Br. | Naziv                     | Tekst               | Muzika            | Trajanje |
| --- | ------------------------- | ------------------- | ----------------- | -------- |
| 1   | Orilo il' gorilo          | Senada Koljić Senny | Dilvad Felić Dado | 3:17     |
| 2   | Ma hajde javi se          | Senada Koljić Senny | Safet Mujkanović  | 2:43     |
| 3   | Belaj boy                 | Senada Koljić Senny | Suad Jusić Sutko  | 3:27     |
| 4   | Bosanka sam ja djevojka   | Senada Koljić Senny | Suad Jusić Sutko  | 3:53     |
| 5   | Gdje je mali zapelo       | Senada Koljić Senny | Safet Mujkanović  | 3:07     |
| 6   | U mene se ne uzdaj        | Senada Koljić Senny | Safet Mujkanović  | 2:16     |
| 7   | Bišćanka, krajina mi mila | Senada Koljić Senny | Suad Jusić Sutko  | 3:33     |
| 8   | Učini nešto za sjećanje   | Senada Koljić Senny | Suad Jusić Sutko  | 2:58     |
| 9   | Šta mi radiš to           | Senada Koljić Senny | Suad Jusić Sutko  | 3:17     |
| 10  | Zavičaj mi ključ i sana   | Senada Koljić Senny | Suad Jusić Sutko  | 3:50     |
| 11  | Bez majčinog krila        | Senada Koljić Senny | Safet Mujkanović  | 3:28     |
| 12  | Volim Bosnu i krajinu     | Senada Koljić Senny | Amir Džamastigić  | 3:19     |

## Spoljašnje veze
- Orilo il' gorilo na Apple Music
- Orilo il' gorilo na YouTube